# Léiothrix à joues argent
Leiothrix argentauris
Espèce
Statut de conservation UICN

 LC  : Préoccupation mineure
Statut CITES
Le Léiothrix à joues argentées (Leiothrix argentauris), ou à joues argent, aussi appelé Mésia à joues argentées, est une espèce de passereaux de la famille des Leiothrichidae.

## Description
Le léiothrix à joues argentées est ainsi nommé car il possède oreillons gris. Il possède un manteau, des ailes et une queue principalement verts olive, parfois teintés de gris. Le dessous du corps est vers sombre, tandis que son masque est noir. Le bec, la gorge et la poitrine sont jaunes orangé. Une tâche rouge verticale traverse les ailes au niveau des couvertures. Le croupion est également coloré et permet de distinguer les mâles de femelles.

Cet oiseau mesure jusqu'à 18 cm de long.

Mâle et femelle, Parc national de Mae Wong, Thaïlande
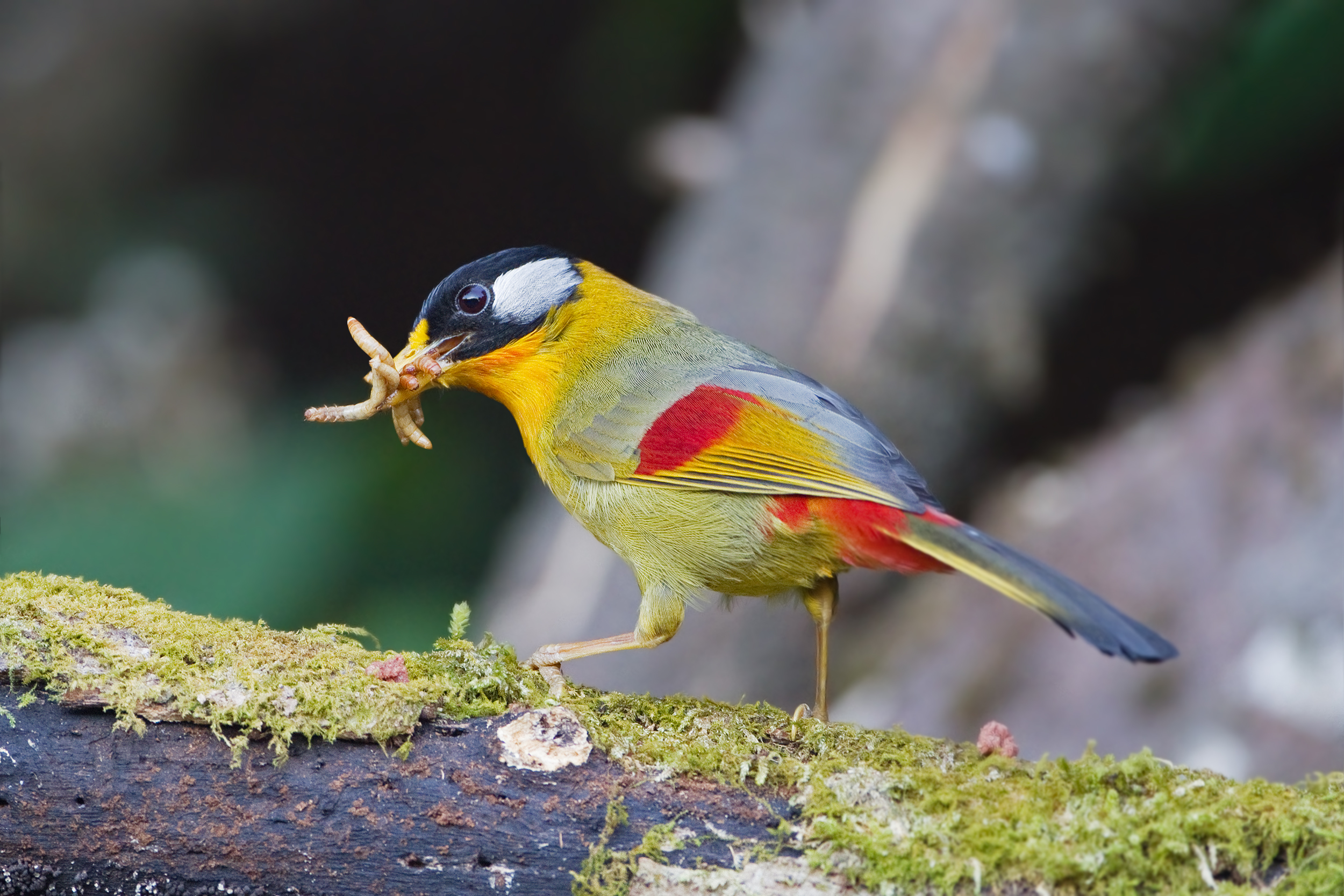
Mâle (croupion rouge)
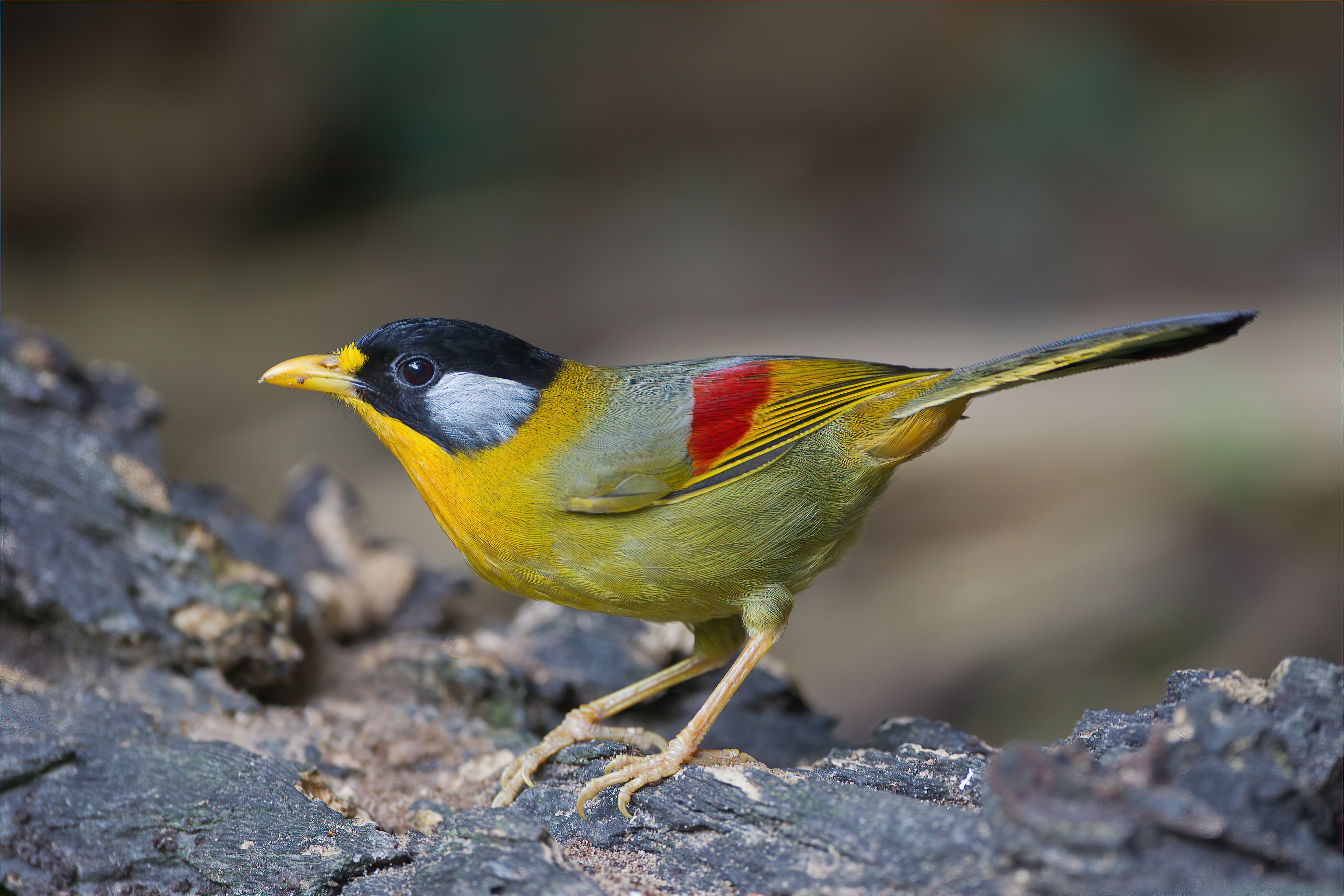
Femelle (croupion orange)

## Alimentation
Les mésias à joues argentées recherchent activement des insectes et des fruits dans le feuillage en formant des bandes de 6 à 30 oiseaux jacassant pour garder le contact.

## Nidification
Son nid en forme de coupe constituée d'herbes, de mousse, de lichens et de radicelles est construit dans un buisson bas.

## Répartition et habitat
Son aire s'étend à travers l'Himalaya, le sud de la Chine et l'Indochine.
Il vit dans les forêts de montagne.